# Ficedula sapphira
Ficedula sapphira е вид птица от семейство Muscicapidae.

## Разпространение
Видът е разпространен в Бангладеш, Бутан, Виетнам, Индия, Китай, Лаос, Мианмар, Непал и Тайланд.